# Mniothripa viridisuffusa
Mniothripa viridisuffusa är en fjärilsart som beskrevs av Fletcher 1917. Mniothripa viridisuffusa ingår i släktet Mniothripa och familjen trågspinnare. Inga underarter finns listade i Catalogue of Life.